# Фейхоа
Фейхоа (лат. Feijoa sellowiana) або ака (лат. Acca sellowiana) — вид рослин із родини миртових. Вічнозелені кущі чи дерева від 1 до 7 метрів висотою. Походить з гірських місцевостей Бразилії, Колумбії, Уругваю та північної Аргентини. Фейхоа вирощують як декоративну та плодову культуру у Сполучених Штатах Америки, Новій Зеландії, Австралії, Росії, Азербайджані та Грузії. В Україні вирощується в Криму.
Плоди містять велику кількість йоду (найбільше — у шкірці).
Назву Feijoa рослині дав німецький ботанік Отто Карл Берг на честь португальського натураліста Жоана да Сілва Фейхо (Жуау да Сілва Фейжу).

## Корисні властивості фейхоа
Йод — головна цінність фейхоа. Кількість йоду в цій ягоді в 3 рази більше, ніж в морепродуктах, причому в легко засвоюваній формі. 
Також фейхоа не викликає алергії, навіть якщо ви з’їсте його занадто багато. 
Вітамін С – за його кількістю фейхоа не поступається цитрусовим. 
У складі фейхоа багато пектину, який очищає від токсинів, продуктів метаболізму, пестицидів, іонів, токсичних металів. 
Фейхоа чистить організм дуже м’яко, не вимиваючи корисні мікроелементи, вітаміни й не викликаючи дисбактеріоз.
Вживати в їжу  краще добре дозрілі плоди фейхоа: вони м’які і ніжні, аромат розкривається краще і смак теж. У магазинах зазвичай продають злегка твердуватий плід, але можна купити його і залишити на кілька днів до повного дозрівання.  
Ефірні олії, які надають приємний запах плодам, сприяють виробленню серотоніну, підвищуючи тим самим настрій і як наслідок — захисні сили організму. 
Аскорбінова кислота м’якоті та антиоксиданти, зокрема катехіни й лейкоантоціани, які містяться в шкірці не тільки сприяють опірності організму до вірусних інфекцій, але гальмують розвиток ракових клітин. 
Ну, а що стосується клітковини, то вона ніжна і ефективна. Допомагає справлятися з роботою корисним бактеріям, що населяють шлунково-кишковий тракт, нормалізує, таким чином його роботу.
Цей фрукт не можна вживати занадто часто і у величезних кількостях, адже можна отримати передозування йоду.

## Опис плоду та рослини

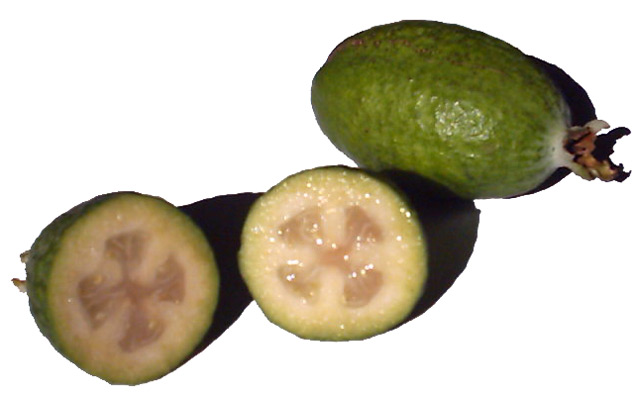
Цілий та розрізаний плід фейхоа.

Плід — ягода. Достигає восени, зелений, овальний, розміри 4-6 × 3-5 см. Запах солодкий, приємний, подібний до суниці. М'якоть плода соковита, желеподібна всередині, і твердіша, дещо грудкувата ближче до шкірки. При достиганні плоди опадають, тому для запобігання пошкодженням їх збирають з дерева нестиглими. Як і в спорідненої гуаяви, текстура м'якоті грудкувата, і тому м'якоть використовується в косметиці як засіб для відлущування. Характерний запах полуниці та ананасу викликаний складними ефірами (в основному етилбензоатом та близькими до нього).
Кора дерева світло-сіра, груба, лускувата.
Витримує заморозки до -15 °C.

## Фейхоа в Україні
Вирощується в Криму. Але дуже в малій кількості. Те, що продається в Україні, часто завозять із Грузії або Азербайджану.